# Pietie Coetzee
Pietie Coetzee (2 de septiembre de 1978) es una jugadora de hockey de campo de Sudáfrica nacida en Bloemfontein. Apodada Pieta.  Estudió en el Rand Afrikaans Universidad en Johannesburgo, Gauteng, y representó a su país en las olimpiadas de verano 2000, 2004 y 2012.
Una lanzadora, Coetzee jugó hockey en Ámsterdam, Países Bajos a fines de los 1990s. Hizo su debut sénior internacional para la Selección femenina sudafricana en 1995 en contra de España durante la Taza de Reto de la Atlanta en Atlanta, Georgia. Fue nombrada la Jugadora de Hockey sudafricana del Año en 1997 y en 2002. Fue anotadora superior en el hockey de las 2002 Mujeres la taza Mundial en Perth, Australia Occidental, donde Sudáfrica acabó en 13.ª posición. En 2007 jugó brevemente en NMHC Nijmegen en los Países Bajos.  Pietie fue anotadora de objetivo principal en el hockey internacional de mujeres el 21 de junio de 2011 con el tercer de cuatro objetivos puntando en un 5-5 contra EE. UU. en el Reto de Campeones en Dublín. Hizo 221 goles, superando el registro mundial de Rusia Natalya Krasnikova.

## Torneos séniors internacionales
- 1995 @– Todo Juegos de África, Harare
- 1998 @– Taza Mundial, Utrecht
- 1998 @– Commonwealth Juegos, Kuala Lumpur
- 1999 @– Todo Juegos de África, Johannesburgo
- Trofeo de 2000 Campeones, Amstelveen
- 2000 @– Olimpiadas, Sídney
- Reto de 2002 Campeones, Johannesburgo
- 2002 @– Commonwealth Juegos, Mánchester
- 2002 @– Taza Mundial, Perth
- 2003 @– Todo Juegos de África, Abuya
- 2003 @– Afro-Juegos asiáticos, Hyderabad
- 2004 @– Olimpiadas, Atenas
- Reto de 2005 Campeones, Virginia Playa
- 2012 − Olimpiadas, Londres